# Pik Vasil'eva
Pik Vasil'eva är en bergstopp i Antarktis. Den ligger i Östantarktis. Norge gör anspråk på området. Toppen på Pik Vasil'eva är 1 788 meter över havet.
Terrängen runt Pik Vasil'eva är kuperad åt sydväst, men åt nordost är den platt. Trakten är obefolkad. Det finns inga samhällen i närheten.